# Robert von Mohl
Robert von Mohl (fino al 1837 Robert Mohl; Stoccarda, 17 agosto 1799 – Berlino, 5 novembre 1875) è stato un politologo tedesco e membro di diversi parlamenti, come l'Assemblea nazionale di Francoforte nel 1848 e il Reichstag.
Nel 1848/1849 fu ministro della giustizia del Reich in seno al governo confederale germanico.
Dal 1827 al 1846 fu professore di scienze politiche a Tubinga. Mohl è considerato colui che ha dato il via all'uso diffuso del termine "Stato costituzionale", che non ha però opposto allo Stato di polizia "aristocratico". Fu un oppositore del suffragio universale maschile e della repubblica come forma di Stato.

## Vita

### Famiglia

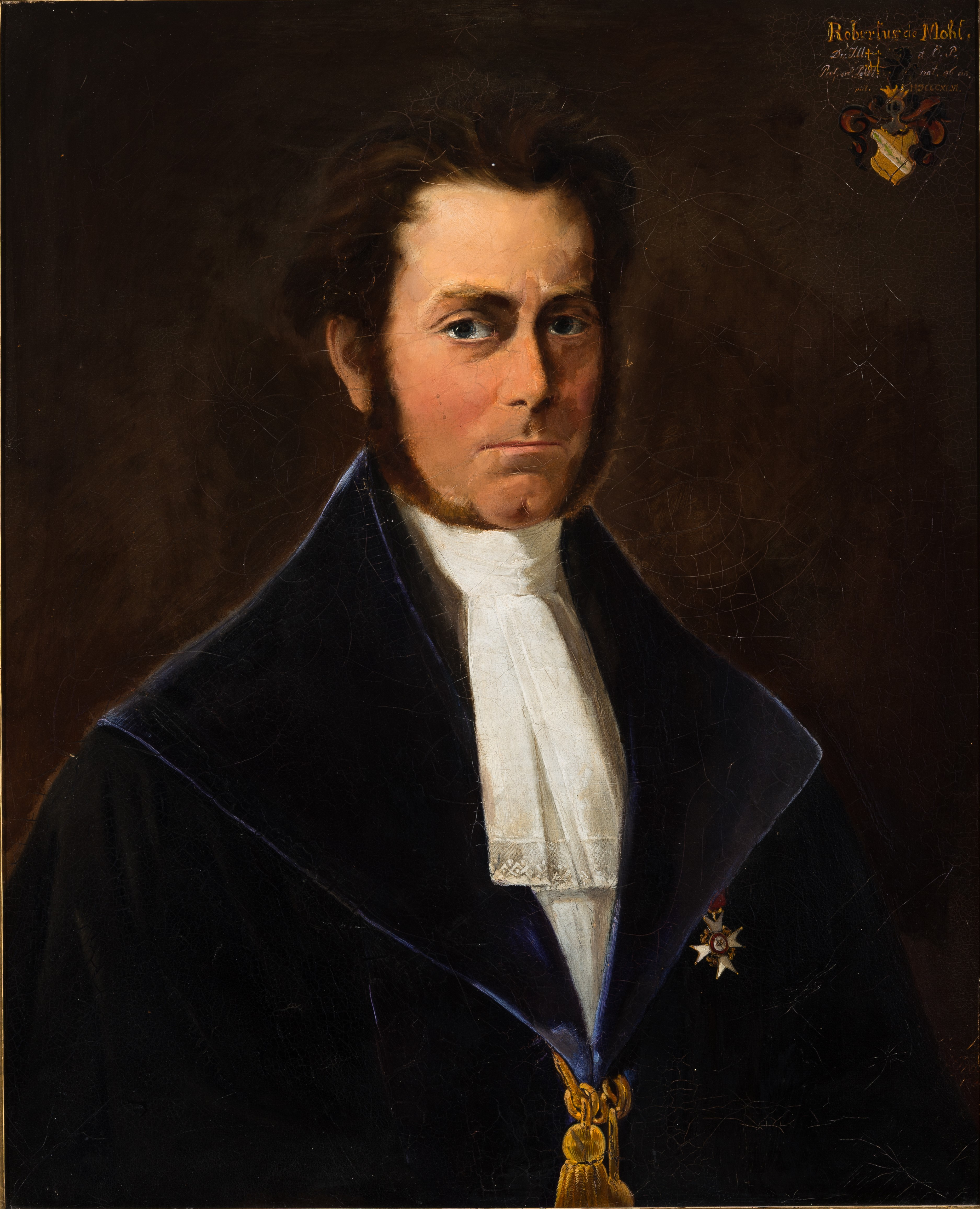
Robert von Mohl (1799-1875), 1846, artista: Georg Peter Gross

Robert proveniva da una famiglia di funzionari pubblici "i Mohl" che vissero nel Württemberg fin dal XVI secolo, in particolare era figlio del capo concistoriale e consigliere di stato Benjamin Ferdinand von Mohl (1766-1845), elevato alla nobiltà personale del Württemberg nel 1811 con l'assegnazione dell'Ordine del Merito Civile del Württemberg. Era un discendente dello studioso di diritto costituzionale Johann Jacob Moser.
Come il padre prima di lui, Robert Mohl fu insignito della Croce di Cavaliere dell'Ordine della Corona del Württemberg nel 1837, prima della nobiltà personale del Württemberg, poi, il 10 agosto 1871, della nobiltà ereditaria del Baden come Consigliere Privato del Baden e Presidente della Camera dei Conti.
I suoi fratelli erano Julius, Moritz e Hugo Mohl. Tra i suoi figli figurano la salottiera Anna von Mohl (1834-1899), sposata con il fisico Hermann von Helmholtz, il generale maggiore prussiano Erwin von Mohl (1839-1895) e il diplomatico Ottmar von Mohl (1846-1922).

### Carriera
Mohl ha studiato legge e politica presso le università di Heidelberg, Gottinga e Tubinga. A Tubinga aderì alla Confraternita della Vecchia Tubinga (in seguito Germania Tubinga) nel 1817, a Heidelberg si unì alla Confraternita della Vecchia Heidelberg nel 1818. Dopo aver terminato gli studi ed aver conseguito il dottorato e l'abilitazione, fu nominato professore associato di scienze politiche a Tubinga nel 1824 e professore ordinario nel 1827. Nove anni dopo, Mohl fu promosso bibliotecario senior. Nel 1833, in un processo che attirò l'attenzione in tutta la Germania, von Mohl presentò una memoria difensiva per il ministro elettore dell'Assia Ludwig Hassenpflug nel suo processo di accusa ministeriale davanti all'Alta Corte d'appello di Kassel.
In qualità di deputato della città di Balingen, Mohl pubblicò le sue opinioni politiche durante la campagna elettorale del 1845, criticando senza mezzi termini il comportamento del governo. Di conseguenza, gli venne revocata l'abilitazione all'insegnamento e fu sollevato dai suoi incarichi universitari. Destinato a Ulm come consigliere del governo, preferì lasciare il servizio civile e poco dopo fu eletto al parlamento del Württemberg. Nel 1847 accettò l'incarico di professore di diritto a Heidelberg. Nello stesso anno divenne membro del parlamento di Tuttlingen.

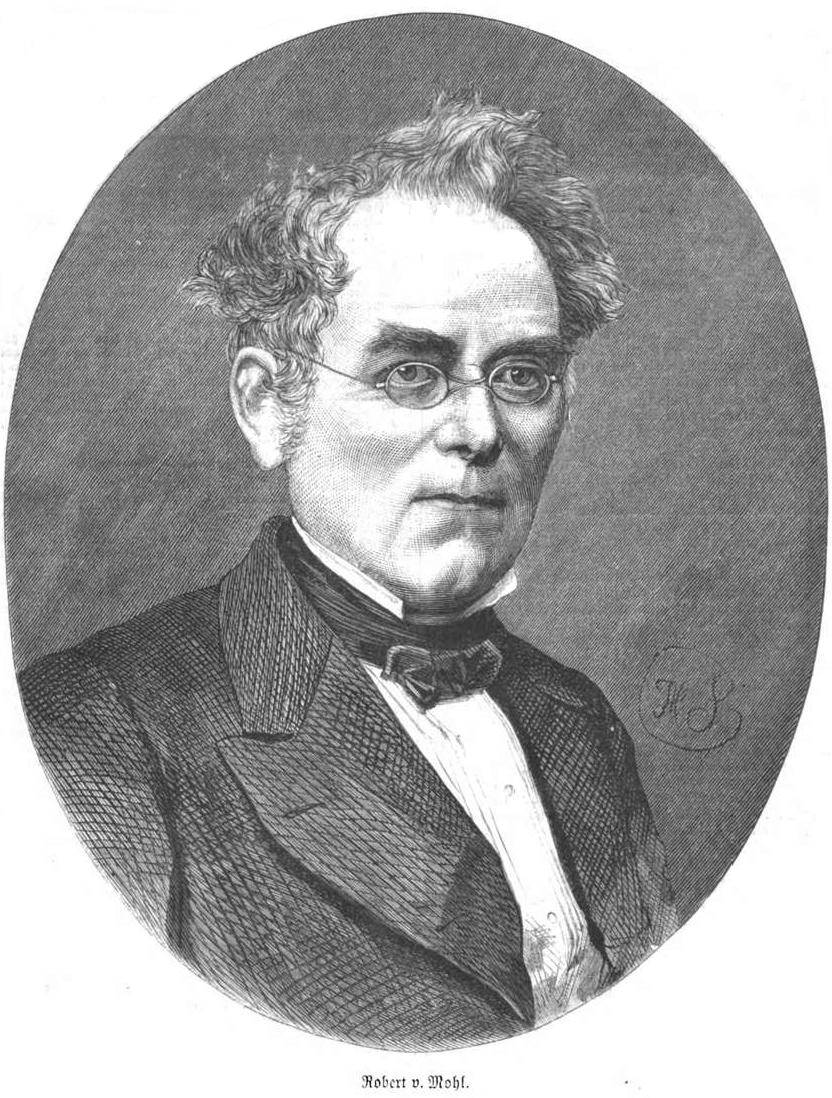
Robert von Mohl, 1871

Come membro del parlamento preliminare, Mohl fu eletto all'Assemblea nazionale nel 1848 dai distretti di Mergentheim e Gerabronn. Mohl, che apparteneva al centrosinistra, divenne membro del comitato costituzionale. Il 25 settembre 1848 divenne Ministro della Giustizia dell'Autorità Centrale Provvisoria, ma si dimise il 17 maggio 1849 e tornò ad insegnare all'Univrsità di Heidelberg. Dal 1857 rappresentante dell'università nella Camera alta del Baden, dal 1863 suo membro più rappresentativo e dal 1867 al 1872 suo presidente, dal 1861 al 1866 inviato del Granducato di Baden presso l'Assemblea federale di Francoforte, dal 1867 al 1871 Inviato del Baden a Monaco di Baviera (in questo periodo fu membro della società informale di Monaco (in tedesco: Zwanglosen Gesellschaft München) ), fu il rappresentante più competente della politica di riforma nazionale del governo granducale.
In questi anni ha collaborato con i colleghi alla redazione della Rivista per tutte le Scienze Politiche (in tedesco: Zeitschrift für die gesamte Staatswissenschaft). Nel 1871 fu nominato Presidente della Camera dei Conti di Karlsruhe. Partecipò ai negoziati del Reichstag tedesco per il secondo collegio elettorale del Baden con spirito filo-federale. Von Mohl morì a Berlino nella notte tra il 4 ed il 5 novembre 1875.
Un fondo parziale si trova nella Biblioteca universitaria di Tubinga.

## Opere
- La legge dello stato federale degli Stati Uniti del Nord America. Stoccarda e Tubinga 1824.
- La scienza della polizia tedesca secondo i principi dello stato di diritto. Tubinga 1833.
- Sistema di giustizia preventiva o polizia giudiziaria. Tubinga 1834 (Digitalizzazione).
- Sugli svantaggi che derivano agli stessi lavoratori, nonché alla prosperità e alla sicurezza dell'intera società borghese, dal funzionamento simile a una fabbrica dell'industria, e sulla necessità di misure preventive approfondite. Tubinga 1835.
- La responsabilità dei ministri nei governi a rappresentanza popolare si è sviluppata giuridicamente, politicamente e storicamente. Tubinga 1837.
- Legge statale del Regno di Württemberg. Tubinga 1840.
- Storia e letteratura della scienza politica. Erlangen 1855-1858 (3 volumi).
- Enciclopedia delle scienze politiche. Tubinga 1859 (Digitalizzazione e testo integrale nell'Archivio testi tedeschi).
- Diritto costituzionale, diritto internazionale e politica. Tubingen 1860-1869 (3 volumi).
- La legge statale imperiale tedesca. Tubinga 1873.
- Ricordi di vita. Stoccarda 1902.
- Scienze sociali e scienze politiche. (Ristampa), Schutterwald/Baden 1992.